# Stojice
Stojice är en ort i Tjeckien.   Den ligger i regionen Pardubice, i den centrala delen av landet, 90 km öster om huvudstaden Prag. Stojice ligger 309 meter över havet och antalet invånare är 238.
Terrängen runt Stojice är platt norrut, men söderut är den kuperad. Terrängen runt Stojice sluttar norrut. Runt Stojice är det ganska tätbefolkat, med 155 invånare per kvadratkilometer. Närmaste större samhälle är Pardubice, 14,9 km nordost om Stojice. Omgivningarna runt Stojice är en mosaik av jordbruksmark och naturlig växtlighet.